# So Far, So Good... So What!
So Far, So Good... So What! je treći album američkog thrash metal benda Megadeth. Izdat je 18. januara 1988. godine. Ovo je jedini album sa bubnjarom Čakom Behlerom i drugim gitaristom Džefom Jangom, koji su otpušteni nakon promotivne turneje albuma.
Na ovom albumu se nalazi jedna od prvih pesama koju je Dejv Mastejn napisao za Megadeth posle napuštanja grupe Metallica, Set The World Afire. Ovu pesmu je napisao dok se vraćao kući posle samog čina otpuštanja.
In My Darkest Hour je inspirisana tragičnom smrću Klifa Bartona 1986. godine, sa kojim je Mastejn bio u Metallici od 1981. do 1983.
Hook in Mouth je pesma koja oštro kritkuje PMRC, organizaciju koja je imala za cilj da kontroliše muzičke izdavače i da sprečava izdavanje albuma sa temama i rečima neprilagođenim deci. Mnogi muzičari su to videli kao kršenje prava slobode govora.

## Pesme
Sve pesme je napisao i komponovao Mastejn, osim gde naznačeno drugačije:
1. (instrumental) - 3:23
2. (tekst: Mastejn, Delvoks) - 5:48
3. (sa Stivom Džounsom, obrada grupe Sex Pistols)(tekst i muzika:Roten, Džons, Metlok, Kuk) - 3:01
4. (tekst:Mastejn,Elefson) - 4:25
5. 502 - 3:29
6. (tekst:Mastaejn, Elefson) - 6:26
7. (muzika:Mastejn, Elefson) - 3:20
8. (muzika:Mastejn, Elefson) - 4:49

## Muzičari na albumu
- Dejv Mastejn - gitara, vokal
- Džef Jang - gitara
- Dejvid Elefson - bas gitara, prateći vokal
- Čak Behler - bubnjevi